# Theodorus van Pee
Theodorus van Pee (1668 – Den Haag, 1746) was een 18e-eeuwse schilder uit Amsterdam. Hij was de zoon van Jan van Pee en vader van miniatuurschilderes Henriëtta van Pee, die hij zelf had onderwezen. Ook gaf hij les aan de landschaps- en interieurschilder Dirk Dalens III. Van Pee stierf in 1746 in Den Haag.